# Erhardt+Leimer

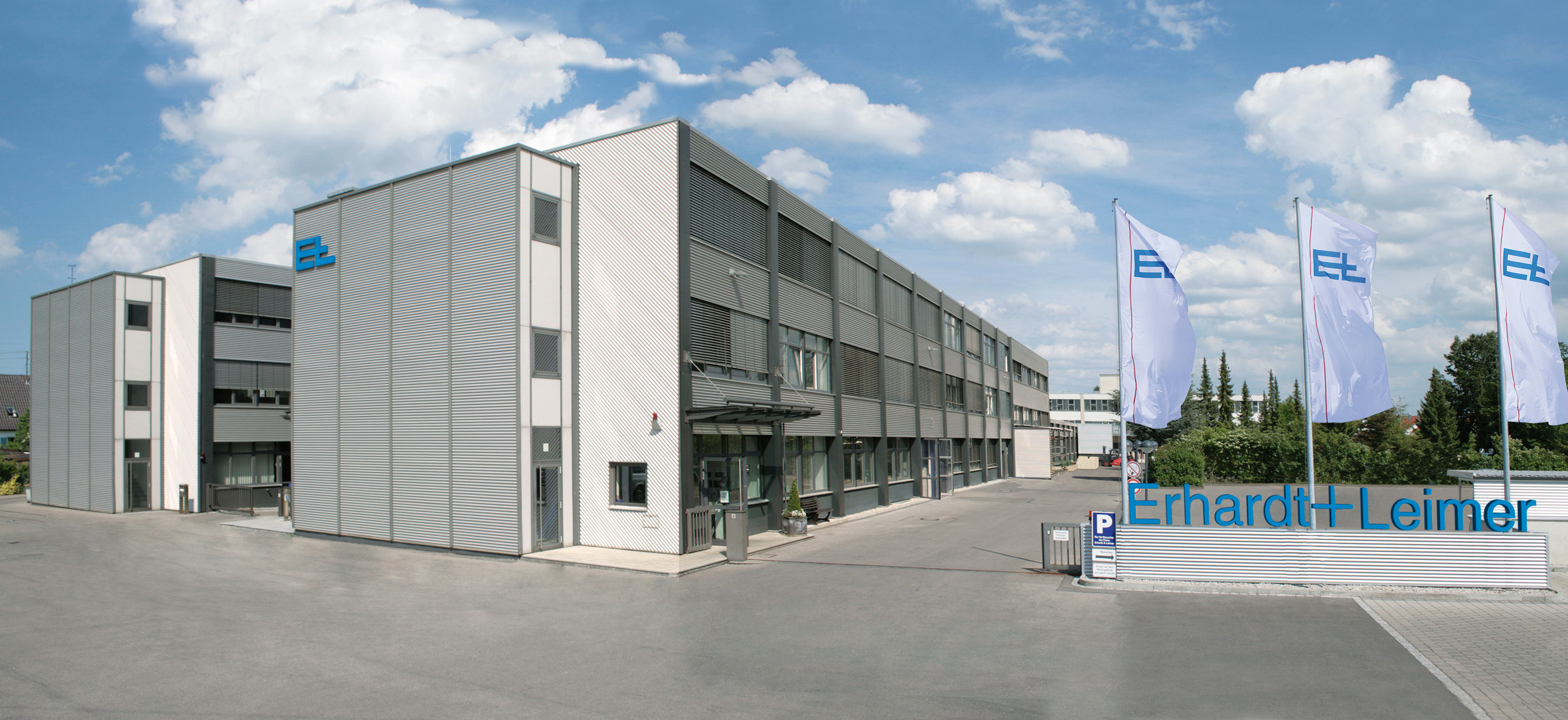
Erhardt+Leimer-Werk in Stadtbergen

Erhardt+Leimer ist ein schwäbischer Hersteller von Automatisierungstechnik mit Sitz in Stadtbergen bei Augsburg. Das Unternehmen hat sich auf Anwendungen für Anlagen spezialisiert, die Produkte auf Bahnen und Bändern verarbeiten. Darunter fallen beispielsweise Sensoren, Inspektionssysteme und Komponenten für Rollendruckmaschinen, Papiermaschinen, Textilmaschinen und Maschinen für die Herstellung von Batterien und Pneus.
Das Unternehmen wurde 1919 von Manfred Erhardt in Augsburg-Pfersee gegründet. Dieser vertrieb zunächst Industrieuhren und Signalanlagen und erbrachte Serviceleistungen für diese Produkte. Im Jahr 1925 trat der Elektromechaniker Albert Leimer dem Unternehmen bei und wirkte bei der Errichtung einer feinmechanischen Werkstätte mit. Firmengründer Manfred Erhardt verstarb bereits 1933, sodass die Entwicklung erster feinmechanischer Apparate für die Textilindustrie 1935 ohne ihn begann. Ab 1943 fungierte Albert Leimer als Teilhaber der Unternehmung und firmierte die Manfred Erhardt+Co. zur Erhardt+Leimer KG um. Seit 1977 ist Hannelore Leimer, die Tochter von Albert Leimer, Vorsitzende der Geschäftsführung.